# Тавамба, Леандре
Леандре Тавамба (англ. Léandre Tawamba; род. 20 декабря 1989, Яунде) — камерунский футболист, нападающий клуба «Аль-Таи».

## Карьера
Камерунец появился в Европе в 2013 году, поиграв за три года сразу в трёх словацких клубах «Нитра», «Ружомберок» и «ВиОн». Суммарно в 64 играх забил 27 голов.
В апреле 2016 года подписал контракт с казахстанским клубом «Кайрат» по схеме «1+2». Тавамба неплохо проявил себя, сыграв 23 матча, отличившись 4 раза, отдав 5 голевых передач, и сделал свой вклад в серебряные медали команды. Прославился эффектным победным голом уральскому «Акжайыку» на последней минуте матча, забитым пяткой с линии штрафной после паса Аршавина. В 4 играх квалификации Лиги Европы 2016/17 забил один гол албанской «Теуте», регулярно выходя только на замену ивуарийцу Жерару Гоу, вместо того, чтобы составить с ним дуэт мощных нападающих. В итоге «Кайрат» вылетел уже в квалификации Лиги Европы, а грузинский тренер «Кайрата» Кахабер Цхададзе в конце октября вовсе отказался от услуг игрока, контракт с ним был расторгнут и африканец ушёл свободным агентом.
Но уже через месяц Тавамбу приняли в сербский клуб «Партизан» из города Белград, подписав трёхлетний контракт. Камерунец успел сыграть в текущем сербском чемпионате 16 игр и забить 2 гола, также сделав свой вклад в чемпионство «Партизана» и золотой дубль клуба. В новом сезоне 2017/18 игрок, сыграв в 22 матча, забил 8 голов, заменив ушедшего лучшего бомбардира прошлого сезона Уроша Джюрджевича. В 11 играх квалификации Лиги чемпионов, раунда плей-офф и групповом турнире Лиги Европы 2017/18 забил по голу всем соперникам: «Олимпиакосу», «Видеотону», «Динамо» (Киев), «Скендербеу» и «Янг Бойз» и помог команде выйти из группы в плей-офф Лиги Европы. После чего заинтересовал клуб итальянской Серии А «Эллас Верона» и греческий «Олимпиакос». Но руководство «Партизана» сочло предложенную цену €2,5 миллиона слишком малой.
Однако, летом 2018 года впавший в финансовый кризис «Партизан» вынужден был продать Тавамбу в клуб Саудовской Аравии «Аль-Таавун» всего за 1,4 млн евро. Договорившийся с саудитами о зарплате около 1,5 миллиона долларов, камерунец простил сербам долг 60 000 евро. В 21 матче за новый клуб Тавамба забил 18 голов и возглавил таблицу бомбардиров, команда идёт на третьем месте. В последнем туре «Аль-Таавун» принимал на своем поле «Аль-Файзали Харма» (2:1) и Тавамба забил решающий гол (21-й в 28 играх), впервые в истории принеся своему клубу бронзовые медали.
28 августа 2024 года Тавамба подписал контракт с Аль-Таи на правах свободного агента.

## Достижения
«Кайрат»
- Вице-чемпион Казахстана: 2016

«Партизан»
- Чемпион Сербии: 2016/17
- Серебряный призёр чемпионата Сербии: 2017/18
- Обладатель Кубка Сербии: 2016/17

«Аль-Таавун»
- Бронзовый призёр чемпионата Саудовской Аравии: 2018/19